# 哥伦比亚商学院
哥伦比亚商学院 （英語：Columbia Business School）是哥伦比亚大学的商学院。

## 历史
1916年成立于哥伦比亚大学，是常春藤联盟商学院之一。

## 画廊

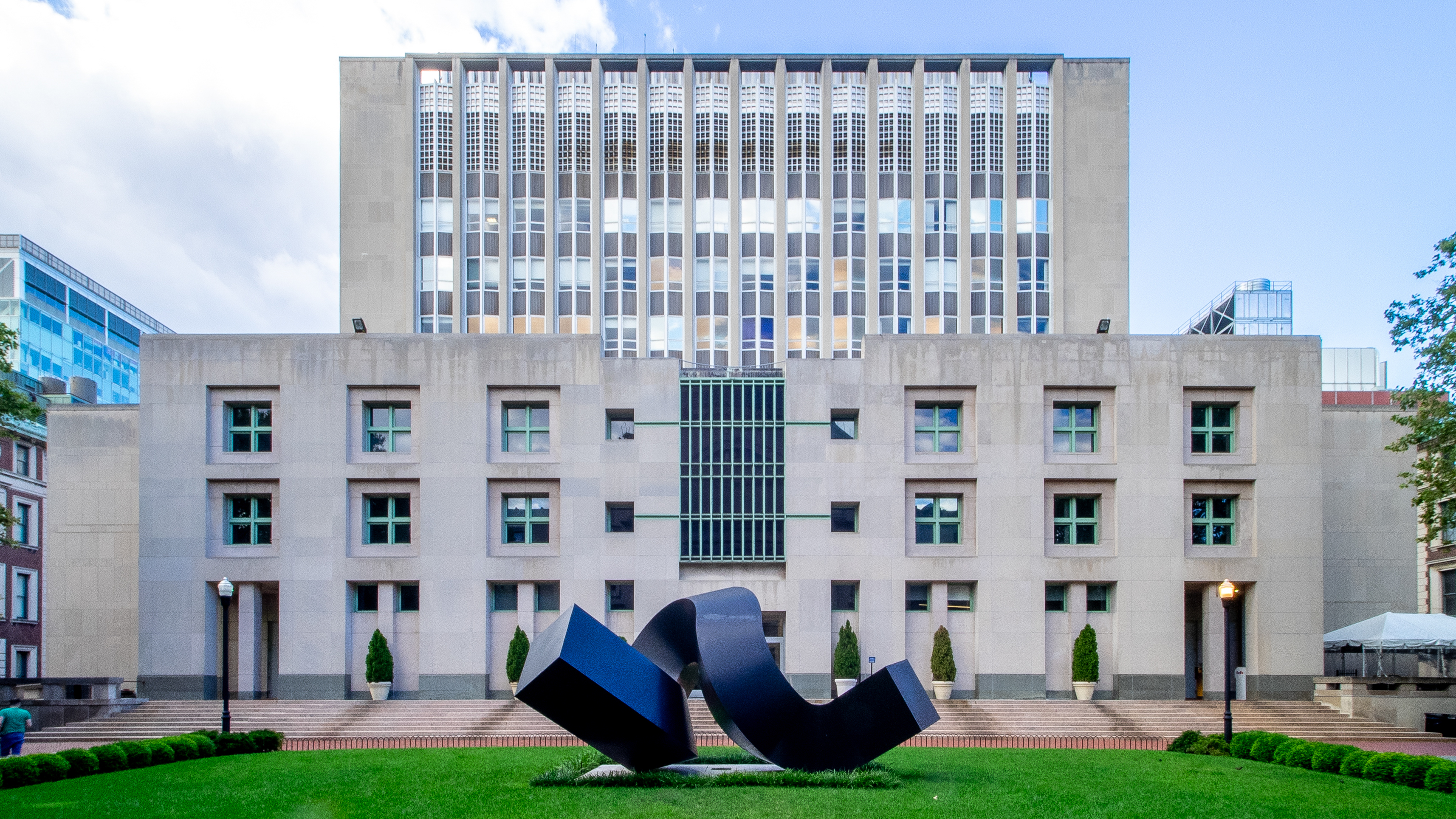
教学楼
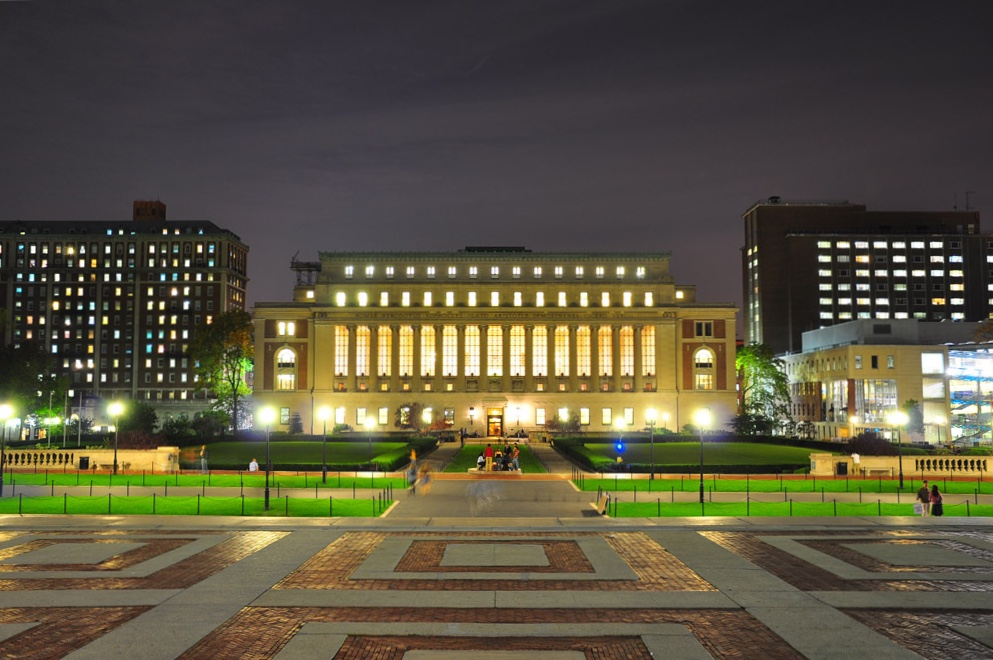
巴特勒图书馆
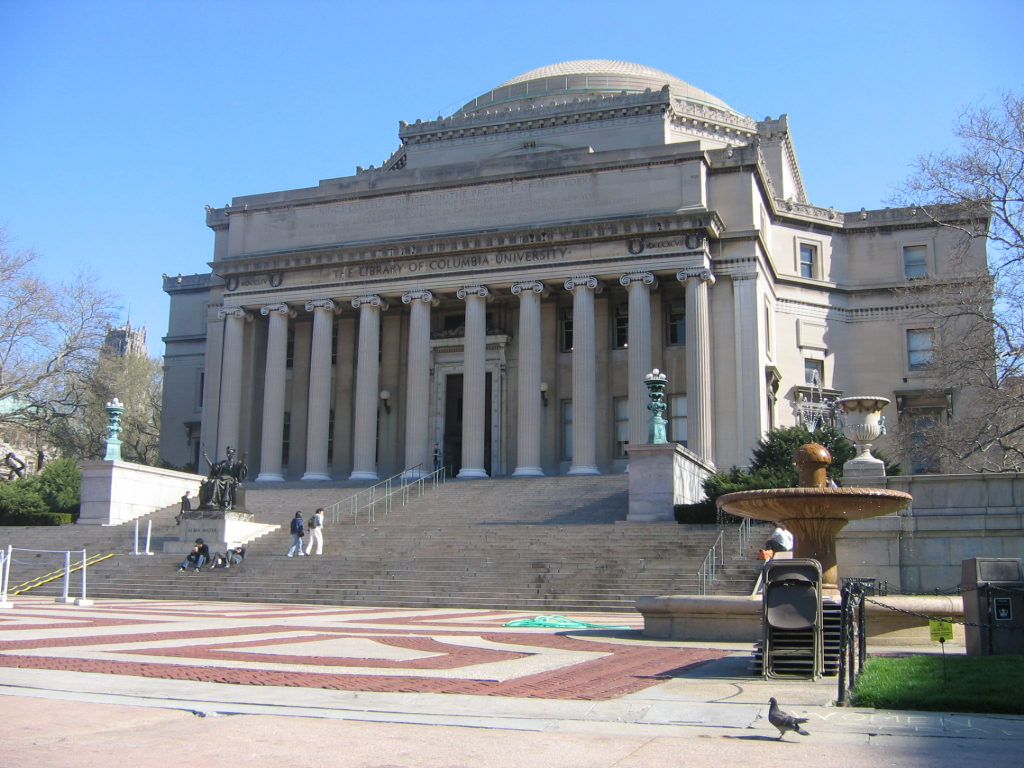
劳纪念图书馆